# الدوري المكسيكي الممتاز 1946-47
الدوري المكسيكي الممتاز 1946-47 (بالإسبانية: Liga Mayor 1946-47)‏ هو الموسم 4 من الدوري المكسيكي الممتاز. أقيم خلال الفترة 18 أغسطس 1946 وحتى 8 يونيو 1947، وأشرف على تنظيمه اتحاد المكسيك لكرة القدم، وكان عدد الأندية المشاركة فيه 15، وفاز فيه أتلانتي إف سي.